# Чемпионат Беларуси по конькобежному спорту в классическом многоборье
Чемпионат Белоруссии по конькобежному спорту в классическом многоборье — ежегодное соревнование по конькобежному спорту, проводится среди мужчин и женщин.

## Призёры

### Мужчины
| Год  | Место       | Золото            | Серебро           | Бронза              |
| 1995 | Орша        | Виталий Новиченко | Олег Псевкин      | Геннадий Семёнов    |
| 1996 | Светлогорск | Виталий Новиченко | Олег Псевкин      | Геннадий Семёнов    |
| 1997 | Орша        | Андрей Цыганов    | Олег Псевкин      | Геннадий Семёнов    |
| 1998 | Минск       | Олег Псевкин      | Сергей Новиченко  | Геннадий Семёнов    |
| 1999 | Орша        | Виталий Новиченко | Олег Псевкин      | Олег Автушенко      |
| 2000 | Орша        | Виталий Новиченко | Сергей Новиченко  | Олег Псевкин        |
| 2001 | Орша        | Виталий Новиченко | Сергей Новиченко  | Виталий Роговцев    |
| 2003 | Минск       | Андрей Шеметовец  | Олег Моисеев      | Виталий Михайлов    |
| 2004 | Минск       | Игорь Маковецкий  | Виталий Роговцев  | Олег Моисеев        |
| 2006 | Минск       | Виталий Роговцев  | Дмитрий Ермоленко | Дмитрий Ерашонок    |
| 2011 | Минск       | Виталий Михайлов  | Роман Смирнов     | Александр Востряков |
| 2012 | Минск       | Виталий Михайлов  | Владислав Авдеев  | Артём Цыганков      |
| 2013 | Минск       | Виталий Михайлов  | Дмитрий Ерашонок  | Артём Мацкевич      |
| 2014 | Минск       | Виталий Михайлов  | Артём Мацкевич    | Семён Будай         |
| 2015 | Минск       | Виталий Михайлов  | Валерий Трофимов  | Глеб Астапов        |
| 2016 | Минск       | Виталий Михайлов  | Антон Капустин    | Глеб Астапов        |
| 2017 | Минск       | Виталий Михайлов  | Алексей Кирпичник | Евгний Болгов       |
| 2018 | Минск       | Виталий Михайлов  | Артём Ильюшенко   | Егор Доморацкий     |
| 2019 | Минск       | Виталий Михайлов  | Егор Доморацкий   | Алексей Кирпичник   |
| 2020 | Минск       | Виталий Михайлов  | Алексей Кирпичник | Егор Доморацкий     |
| 2021 | Минск       | Егор Доморацкий   | Евгений Болгов    | Алексей Кирпичник   |

### Женщины
| Год  | Место       | Золото                | Серебро               | Бронза'             |
| 1995 | Орша        | Анжелика Котюга       | Ольга Клыга           | Людмила Костюкевич  |
| 1996 | Светлогорск | Ольга Клыга           | Наталья Врублевская   | Светлана Титова     |
| 1997 | Орша        | Анжелика Котюга       | Ольга Клыга           | Людмила Костюкевич  |
| 1998 | Минск       | Светлана Чепельникова | Ирина Сафранкова      | Светлана Радкевич   |
| 1999 | Орша        | Людмила Костюкевич    | Светлана Чепельникова | Ирина Сафранкова    |
| 2000 | Орша        | Светлана Радкевич     | Светлана Чепельникова | Татьяна Стрижевская |
| 2001 | Орша        | Светлана Чепельникова | Ольга Роговцева       | Марина Власенко     |
| 2003 | Минск       | Ольга Роговцева       | Наталья Варфаламеева  | Юлия Прошкина       |
| 2004 | Минск       | Юлия Ясенок           | Мария Майбина         | Юлия Казакевич      |
| 2006 | Минск       | Юлия Ясенок           | Анна Бадаева          | Мария Майбина       |
| 2011 | Минск       | Татьяна Михайлова     | Екатерина Морозова    | Ксения Садовская    |
| 2012 | Минск       | Татьяна Михайлова     | Екатерина Морозова    | Маргарита Коптюг    |
| 2013 | Минск       | Татьяна Михайлова     | Екатерина Морозова    | Маргарита Коптюг    |
| 2014 | Минск       | Татьяна Михайлова     | Марина Зуева          | Маргарита Коптюг    |
| 2015 | Минск       | Марина Зуева          | Евгения Воробьёва     | Маргарита Коптюг    |
| 2016 | Минск       | Марина Зуева          | Татьяна Михайлова     | Ксения Садовская    |
| 2017 | Минск       | Татьяна Михайлова     | Евгения Воробьёва     | Полина Полукарова   |
| 2018 | Минск       | Татьяна Михайлова     | Полина Полукарова     | Анна Ковалёва       |
| 2019 | Минск       | Марина Зуева          | Анна Ковалёва         | Полина Полукарова   |
| 2020 | Минск       | Марина Зуева          | Татьяна Михайлова     | Анна Ковалёва       |
| 2021 | Минск       | Екатерина Слоева      | Марина Зуева          | Татьяна Михайлова   |